# Cantonul Saulzais-le-Potier
Cantonul Saulzais-le-Potier este un canton din arondismentul Saint-Amand-Montrond, departamentul Cher, regiunea Centru, Franța.

## Comune
| Comune                    | Populație (1999) | Cod poștal | Cod INSEE |
| ------------------------- | ---------------- | ---------- | --------- |
| Ainay-le-Vieil            | 198              | 18200      | 18002     |
| Arcomps                   | 286              | 18200      | 18009     |
| La Celette                | 181              | 18360      | 18041     |
| Épineuil-le-Fleuriel      | 414              | 18360      | 18089     |
| Faverdines                | 136              | 18360      | 18093     |
| Loye-sur-Arnon            | 308              | 18170      | 18130     |
| La Perche                 | 245              | 18200      | 18178     |
| Saint-Georges-de-Poisieux | 357              | 18200      | 18209     |
| Saint-Vitte               | 136              | 18360      | 18238     |
| Saulzais-le-Potier        | 492              | 18360      | 18245     |
| Vesdun                    | 623              | 18360      | 18278     |